# Barnassin Anna
Barnassin Anna (férjezett nevén: Kazán Istvánné) (Sátoraljaújhely, 1928. január 13. –) magyar író, dramaturg.

## Életpályája
Sátoraljaújhelyen született, 1928. január 13-án. Dramarturgként Leningrádban végzett. Tagja a Magyar Írószövetségnek. Férje: Kazán István kétszeres Jászai Mari-díjas rendező, főiskolai tanár.

## Bemutatott művei
- Idegen partok előtt (dráma, Magyar Néphadsereg Színháza, 1960)
- Napfogyatkozás (dráma, Nemzeti Színház, 1961)
- Pro Urbe (A városért tették) (jazz musical, Bartók Színház, 1974)
- Messze még a holnap (musical, Budapesti Gyermekszínház, 1977)
- Bakonyi boszorkák (komédia, Vidám Színpad, 1984)
- Nehéz nőnek lenni (kabaré, Vidám Színpad, 1985)

## Díjai
- SZOT-ösztöndíj (1980)
- Munka Érdemrend ezüst fokozata (1983)